# ماکس کایت
ماکس کایت (متولد حدود ۱۹۰۳ ‎/kaɪt/‎ )یک تاجر آلمانی فعال در دوران نازی‌ها بود که به عنوان رئیس شعبه آلمانی شرکت کوکاکولا فعالیت می‌کرد.
کایت در سال ۱۹۳۳ و در سن ۳۰ سالگی، به کار در شعبه آلمانی شرکت کوکاکولا اشتغال یافت. از آن زمان تا سال ۱۹۳۹، و در مدتی کوتاه پیش از شروع جنگ جهانی دوم، فروش کوکاکولا در آلمان که تحت نظارت یک آمریکایی به نام ری ریوینگتون پاورز بود، از ۱۰۰٬۰۰۰ بطری در سال ۱۹۳۳ به بیش از ۴ میلیون بطری  افزایش یافت. پس از درگذشت پاورز در سال ۱۹۳۸، کایت مدیریت شعبه را به عهده گرفت. پس از شروع جنگ، کایت با دستگاه‌های اداری آلمان همکاری کرد و به "اداره اموال دشمن" منصوب شد، و با استفاده از موقعیت خود، جلوی ملی‌شدن شعبه را گرفت. 
این شعبه آلمانی (شرکت با مسئولیت محدود: GMBH)  به دلیل محاصره متفقین، نتوانست عصاره‌ی کوکاکولا را در طول جنگ جهانی دوم  بدست آورد. عرضه کوکاکولا معمولی در سال ۱۹۴۲ تمام شد و عمدتاً به سربازان مجروح در بیمارستان ها اختصاص داشت. برای فعال نگه داشتن فعالیت کارخانه، کایت یک نوشیدنی با طعم میوه ساخته شده از فیبر سیب، باقیمانده از پرس سیب، و آب پنیر، محصول جانبی تولید پنیر، تولید کرد و اینگونه بود که نوشیدنی محبوب  فانتا ساخته شد.  این نوشیدنی در سال ۱۹۴۳بیش از سه میلیون جعبه فروخت و بدین وسیله موقعیت  تجاری شعبه‌ی شرکت کوکاکولا در آلمان را حفظ کرد. در سال ۱۹۴۵، در آخرین مراحل جنگ، یک ژنرال آلمانی به کایت دستور داد تا نام این شعبه شرکت را تغییر دهد، اما او نپذیرفت و در نهایت شانس کایت، ژنرال مخالف قبل از هر اقدامی علیه کایث در یک حمله هوایی کشته شد. 